# Fabian Döttling
Fabian Döttling (ur. 4 sierpnia 1980 w Heilbronn) – niemiecki szachista, arcymistrz od 2003 roku.

## Kariera szachowa
Zasady gry w szachy poznał w wieku 8 lat. Na swoim koncie posiada dwa tytuły mistrza Niemiec juniorów (1991 – do 11 lat oraz 1995 – do 15 lat). Pomiędzy 1996 a 2000 r. był wielokrotnym reprezentantem swojego kraju na mistrzostwach świata i Europy juniorów w różnych kategoriach wiekowych, największy sukces odnosząc w 1996 r. w Rimavskiej Sobocie, gdzie zdobył tytuł mistrza Europy do 16 lat.
W 2000 r. zdobył złoty medal na rozegranych w Leopoldsburgu szachowych mistrzostwach NATO), natomiast w 2001 r. podzielił I miejsca w Framingham (turniej U.S. Open Chess Championship, wspólnie z Aleksandrem Wojtkiewiczem, Joelem Benjaminem i Aleksandrem Stripunskim) i w Salou (wspólnie z Arturem Koganem) oraz zajął II m. w Budapeszcie (za Emilem Anką). W 2003 r. zwyciężył w Bad Wiessee (wspólnie z Suatem Atalikiem i Stefanem Brombergeriem) oraz podzielił II m. (za Suatem Atalikiem, wspólnie z Andreasem Schenkiem, Konstantinem Asiejewem i Władimirem Bakłanem) w Baden-Baden, natomiast w 2006 r. podzielił II m. w Hockenheim (za Rainerem Buhmannem, wspólnie z Olegiem Romaniszynem) oraz odniósł duży sukces, zwyciężając w internetowym, pucharowym turnieju VII Internet Chess Tournament "Ciudad de Dos Hermanas", pokonując w kolejnych rundach Maxima Dlugy'ego, Gatę Kamskiego, Magnusa Carlsena i Bu Xiangzhi. W finale tego turnieju przegrał co prawda z Ni Hua, ale chiński szachista został zdyskwalifikowany, dzięki czemu zwycięstwo przypadło Fabianowi Döttlingowi.
Najwyższy ranking w dotychczasowej karierze osiągnął 1 maja 2022 r., z wynikiem 2592 punktów zajmował wówczas 13. miejsce wśród niemieckich szachistów.